# Liliana Năstase
Liliana Năstase (Vânju Mare, 1º agosto 1962) è un'ex multiplista rumena.

## Palmarès

### Mondiali
- 1 medaglia:
  - 1 argento (Tokyo 1991 nell'eptathlon)

### Mondiali indoor
- 1 medaglia:
  - 1 oro (Toronto 1993 nel pentathlon)

### Europei indoor
- 1 medaglia:
  - 1 oro (Genova 1992 nel pentathlon)

### Universiadi
- 2 medaglie:
  - 1 oro (Zagabria 1987 nell'eptathlon)
  - 1 argento (Kobe 1985 nell'eptathlon)